# Pierre-César Abeille
Pierre-César Abeille (Salon-de-Provence, 24 de febrero de 1674- Burdeos, 19 de abril de 1740) fue un compositor y maestro de capilla francés.

## Vida
Bautizado el 24 de febrero de 1674 en Salon-de-Provence, era hijo del notario real Jean Abeille y de Lucrèce Boussière. Es probable que se formase musicalmente en la colegiata de San Lorenzo de Salon-de-Provence.
Se desempeñó como maestro de capilla de la Catedral de San Trófimo de Arlés del 10 de marzo de 1699 al 11 de mayo de 1700. En 1713, hasta el 22 de marzo, fue brevemente maestro de música (maestro de capilla) de la Catedral de Orleans. Lo dejaría para convertirse en vicario del coro (asistente) y maestro de música de la parroquia real de Saint-Germain-l'Auxerrois en París.

Le 22e Mars le Sr Abeil maître de musique estant allé à Paris pour faire chanter à St Germain de l’auxerois au concours, la compagnie ayant d’autres sujets de mécontentements lui a donné son congé.
El 22 de marzo el padre Abeil, maestro de música, habiendo ido a París para hacer cantar a Saint Germain de l’Auxerois 
 a las oposiciones, la compañía, teniendo otros objetos de descontento sobre él, le han dado su licencia.

En Orleans participó en la composición del  Cantiques Spirituels De La Composition Du Sr D. G. Les Basses des quels pour la plus grande partie ont Eté faite par Messieurs Collesse Le Pere et Abeille Depuis Lannee 1700 Jusquen 1726 quils ont Eté achevez Destre Composez [Himnos espirituales de la composición de Sr D. G. Les Basses de los que la mayor parte fueron realizadas por los señores Collesse Le Pere y Abeille. Desde el año 1700 hasta 1726 se completaron por estos compositores] (Orleans, siglo XVIII, p. 120).
Antoine Colesse fue organista de la catedral de Orleans. Los miembros de esta dinastía de organistas ejercieron, entre otros lugares, en Orleans, en los siglos XVII y XVIII.
En 1718, Pierre-César Abeille colaboró con André Campra en la composición de El arte de vivir feliz. Ballet escrito para el colegio jesuita Luis el Grande, representado el 3 de agosto de 1718. La obra (perdida) completaba la tragedia Hermenigildus mártir del padre Charles Porée.
Es también autor de numerosas piezas en las Recueils d'Airs sérieux et à boire, de différents auteurs, publicaciones mensuales de Ballard, entre 1706 y 1718.
El 29 de junio de 1733 en Burdeos, Pierre-César Abeille confía el manuscrito de su Miserere mihi  al Sr. Albert, bajista y músico del Concierto de Marsella. A partir de entonces no se hace más mención de él.
Fallecería en Burdeos el 19 de abril de 1740, en el hospital de Saint André.

Sr Pierre Abeille ancien Muzicien agé de soixante six ans natif de daix en Provance [sic] est entré malade dans l'hopital Saint André de Bordeaux le onze avril mille sept cens quarante et y est decedé le dix neuf du dit mois de la meme année.
El padre Pierre Abeille, antiguo músico, de edad sesenta y seis años, de Aix en Provenza, entró enfermo en el hospital de San Andrés de Burdeos el once de abril de mil setecientos cuarenta y falleció el diecinueve de dicho mes del mismo año.

## Obra
- Miserere mihi (Salmo 50), gran motete para coro a cinco voces, soli y orquesta, también en cinco partes (manuscrito autógrafo, 1733). Dado en el Concierto Espiritual de las Tullerías .
- Les 150 psaumes de David en 2 volúmenes dedicados a Madame de Maintenon .

Pierre-César Abeille pone música a la Paráfrasis de los Salmos de David (1648) de Antoine Godeau, obispo de Vence y de Grasse. De estilo muy variado, estas 150 piezas breves se componen principalmente de dúos y tríos con bajo continuo. Algunos salmos también cuentan con coros y acompañamiento instrumental (manuscrito, c. 1690-1710).
- Bajo continuo para los Cantiques spirituels de Sr D. G., aficionado de Orleans (c. 1713).
- Actéon, Cantate burlesque (et grivoise), para voz de bajo, violín u oboe y bajo continuo (manuscrito, hacia 1710-1715).
- Recueil d'Airs sérieux et à boire, de différents auteurs pour l'année... (publicaciones en París de Ballard; el nombre Abeille aparece en 1706-1710, 1715, 1717, 1718). Con reediciones en 1708 y 1709 (Augmenté considérablement de différents airs manuscrits des plus habiles maîtres [considerablemente aumentadas con diferentes melodías manuscritas de los más hábiles maestros]), en Ámsterdam, en Étienne Roger.
- Su nombre también aparece en: Recueils d’airs ajoutez a différents opéra pendant les années 1708 et 1709, París, cap. Ballard, 1710.

## Discografía
- Actéon en «Vasta Reine de Bordélie» de Alexis Piron, Guillaume Durand, Ensemble Almazis, Iakovos Pappas, Maguelone 2018.